# (10001) Palermo
(10001) Palermo es un asteroide que forma parte del cinturón de asteroides y fue descubierto por Liudmila Ivánovna Chernyj el 8 de octubre de 1969 desde el Observatorio Astrofísico de Crimea, en Naúchni.

## Designación y nombre
Palermo se designó al principio como 1969 TM1.
Más adelante, en 2001, fue nombrado por la ciudad italiana de Palermo para conmemorar el bicentenario del descubrimiento de Ceres.

## Características orbitales
Palermo orbita a una distancia media del Sol de 2,378 ua, pudiendo acercarse hasta 2,059 ua y alejarse hasta 2,696 ua. Tiene una excentricidad de 0,1338 y una inclinación orbital de 7,423 grados. Emplea en completar una órbita alrededor del Sol 1339 días.

## Características físicas
La magnitud absoluta de Palermo es 13,9 y su periodo de rotación de 213,4 horas. Tiene un diámetro de unos 6 km.